# Карпилівка (Звягельський район)
Карпи́лівка — село в Україні, у Чижівській сільській територіальній громаді Звягельського району Житомирської області. Населення становить 79 осіб (2001).

## Історія
В 1906 році — село Сербівської волості Новоград-Волинського повіту Волинської губернії. Відстань від повітового міста 18 верст, від волості 7. Дворів 18, мешканців 64.
У 1927—54 роках — адміністративний центр Карпилівської сільської ради Городницького району.
3 серпня 2016 року включене до складу новоутвореної Чижівської сільської територіальної громади Новоград-Волинського (згодом — Звягельський) району Житомирської області.

## Відомі люди
- Гребенюк Олександр Валентинович (1986—2014) — старший сержант Збройних сил України, учасник російсько-української війни.